# Rémy Nsabimana
Rémy Nsabimana est un journaliste bilingue français-anglais né au Rwanda; réfugié au Cameroun, y ayant grandi et fait ses études de journalisme. 
Il est connu par ses reportages au cœur des populations et pour ses émissions dans des chaînes internationales. Il a collaboré notamment avec BBC Afrique.

## Biographie

### Enfance, éducation et débuts
Rémy Nsabimana est né à Cyangugu (Ouest du Rwanda) de parents rwandais. Il grandit comme réfugié au Cameroun où il arrive en 2003, après avoir traversé les Congo. Il passe toute sa scolarité dans son pays d'accueil, le Cameroun et devient journaliste à la suite d'une formation à l'Esstic de Yaoundé.

### Carrière
Il devient journaliste pour la chaîne youtube AJ+ et est recruté par BBC pour devenir reporter. 
Il est connu par ses reportages au cœur des populations et pour ses émissions dans des chaînes internationales. Il collabore notamment avec BBC Afrique.